# Vasas SC (piłka siatkowa kobiet)
Vasas SC – węgierski klub siatkarski kobiet, powstały w 1981 roku w Budapeszcie.
Od sezonu 2011/2012 klub nosi nazwę Vasas Óbuda Budapest.
W sezonie 2024/2025 w węgierskiej Extralidze występuje, także druga drużyna Vasas SC, grająca w poprzednim sezonie w I lidze, gdyż wymogi licencyjne spełniło tylko siedem zespołów.

## Europejskie puchary

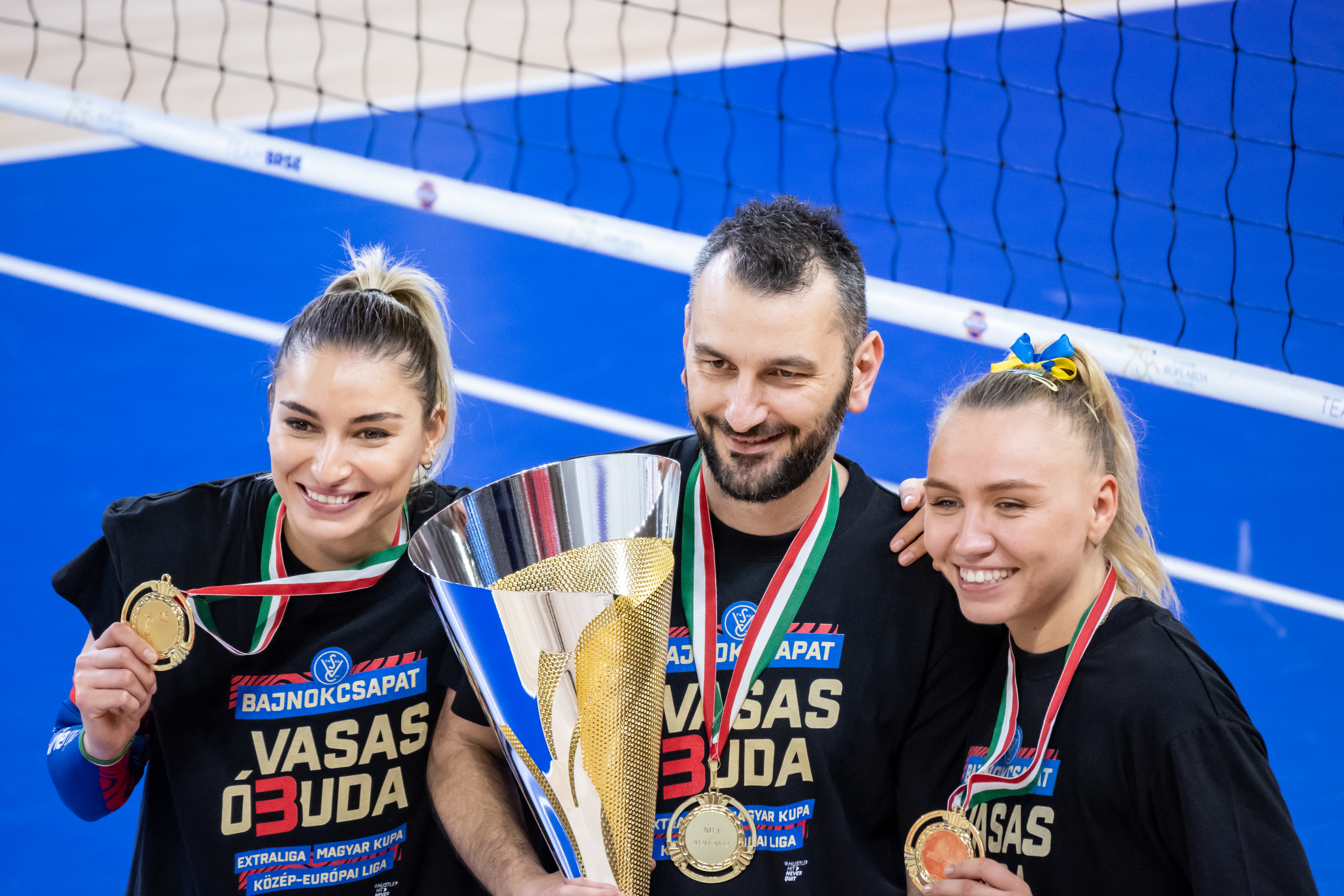
Siatkarki i trener Vasas Óbuda Budapest (w środku) Janis Atanasopulos z Mistrzostwem Węgier w sezonie 2021/2022

Siatkarki Vasas Óbuda Budapest w sezonie 2021/2022

## Europejskie puchary[3]
| 2008/2009 | Puchar Challenge             | II runda     |
| 2011/2012 | Puchar Challenge             | II runda     |
| 2012/2013 | Puchar Challenge             | I runda      |
| 2013/2014 | Puchar Challenge             | 1/16 finału  |
| 2014/2015 | Puchar Challenge             | I runda      |
| 2015/2016 | Puchar Challenge             | 1/16 finału  |
| 2016/2017 | Puchar Challenge             | 1/8 finału   |
| 2017/2018 | Puchar Challenge             | 1/8 finału   |
| 2018/2019 | Puchar Challenge             | 1/8 finału   |
| 2019/2020 | Liga Mistrzyń                | faza grupowa |
| 2020/2021 | Liga Mistrzyń – kwalifikacje | I runda      |
| 2020/2021 | Puchar CEV                   | 1/4 finału   |
| 2021/2022 | Puchar CEV                   | 1/16 finału  |
| 2022/2023 | Liga Mistrzyń                | faza grupowa |
| 2023/2024 | Liga Mistrzyń                | faza grupowa |
| 2023/2024 | Puchar CEV                   | ćwierćfinał  |
| 2024/2025 | Liga Mistrzyń                | faza grupowa |
| 2024/2025 | Puchar CEV                   | półfinał     |

| Sezon     | Rozgrywki europejskie             | Osiągnięcie   |
| --------- | --------------------------------- | ------------- |
| 1981/1982 | Puchar Europy Zdobywczyń Pucharów | 1/8 finału    |
| 1982/1983 | Puchar Europy Zdobywczyń Pucharów | ćwierćfinał   |
| 1983/1984 | Puchar Europy Zdobywczyń Pucharów | 1/8 finału    |
| 1988/1989 | Puchar CEV                        | 1/4 finału    |
| 1989/1990 | Puchar Europy Mistrzyń Krajowych  | ćwierćfinał   |
| 1990/1991 | Puchar Europy Zdobywczyń Pucharów | ćwierćfinał   |
| 1991/1992 | Puchar Europy Zdobywczyń Pucharów | 1/8 finału    |
| 1992/1993 | Puchar Europy Zdobywczyń Pucharów | ćwierćfinał   |
| 1993/1994 | Puchar Europy Zdobywczyń Pucharów | ćwierćfinał   |
| 1994/1995 | Puchar Europy Zdobywczyń Pucharów | ćwierćfinał   |
| 1995/1996 | Puchar CEV                        | 4. miejsce    |
| 1996/1997 | Puchar CEV                        | 1/8 finału    |
| 1997/1998 | Puchar Europy Zdobywczyń Pucharów | runda wstępna |
| 2000/2001 | Puchar CEV                        | faza grupowa  |
| 2003/2004 | Puchar CEV                        | faza grupowa  |
| 2004/2005 | Puchar CEV                        | faza grupowa  |
| 2005/2006 | Puchar Top Teams                  | runda wstępna |
| 2006/2007 | Puchar Top Teams                  | runda wstępna |

## Sukcesy[4]
Mistrzostwo Węgier:
- (10x) 1989, 2005, 2008, 2012, 2013, 2019, 2022[5], 2023[6], 2024[7], 2025[8]
- (12x) 1982, 1983, 1990, 1996, 2004, 2006, 2010, 2011, 2014, 2015, 2016, 2017
- (7x) 1984, 1987, 1993, 1995, 2003, 2009, 2021

Puchar Węgier:
- (17x) 1981, 1983, 1990, 1991, 2005, 2006, 2008, 2009, 2012, 2013, 2014, 2015, 2020, 2022[9], 2023[10], 2024[11], 2025[12]

MEVZA - Liga Środkowoeuropejska:
- 2022[13]
- 2016

## Trenerzy
| Lata      | Imię i nazwisko    |
| --------- | ------------------ |
| 1999-2001 | Mária Kőrös-Benkő  |
| 2001-2004 | Károly Ratimovszky |
| 2004-2018 | Zoltán Jókay       |
| 2018-2021 | Jakub Głuszak      |
| 2021-     | Janis Atanasopulos |

## Kadra

### Sezon 2024/2025[17]
| Nr | Imię i nazwisko    | Data ur. | Wzrost | Pozycja      |
| -- | ------------------ | -------- | ------ | ------------ |
| 1  | Fanni Fekete       | 2006     | 185    | przyjmująca  |
| 2  | Sára Tóth          | 2006     | 183    | rozgrywająca |
| 3  | Carolina Leite     | 1992     | 178    | rozgrywająca |
| 5  | Taylor Bannister   | 1999     | 196    | atakująca    |
| 6  | Zóra Glemboczki    | 2000     | 185    | przyjmująca  |
| 7  | Kata Török         | 1998     | 182    | przyjmująca  |
| 8  | Anna Szalai        | 2000     | 165    | libero       |
| 9  | Dalma Juhár        | 1999     | 172    | libero       |
| 10 | Ágnes Boskó        | 2002     | 176    | rozgrywająca |
| 11 | Orsolya Papp       | 1997     | 188    | środkowa     |
| 13 | Evelin Rieder      | 2004     | 178    | środkowa     |
| 16 | Lilla Kiss         | 2006     | 177    | przyjmująca  |
| 17 | Mirtill Erőss      | 2006     | 188    | atakująca    |
| 18 | Ayşən Əbdüləzimova | 1993     | 184    | środkowa     |
| 20 | Fanni Botyánszki   | 2006     | 177    | przyjmująca  |
| 23 | Fatoumatta Sillah  | 2002     | 186    | przyjmująca  |

### Sezon 2023/2024[18]
| Nr | Imię i nazwisko      | Data ur. | Wzrost | Pozycja      |
| -- | -------------------- | -------- | ------ | ------------ |
| 1  | Buket Gülübay        | 1999     | 184    | rozgrywająca |
| 2  | Sára Tóth            | 2006     | 183    | rozgrywająca |
| 3  | Fanni Fekete         | 2006     | 185    | przyjmująca  |
| 4  | Cecília Noémi Jámbor | 2006     | 181    | przyjmująca  |
| 5  | Taylor Bannister     | 1999     | 196    | atakująca    |
| 6  | Dalma Sinka          | 2004     | 180    | przyjmująca  |
| 7  | Kata Török           | 1998     | 182    | przyjmująca  |
| 8  | Anna Szalai          | 2000     | 165    | libero       |
| 9  | Dalma Juhár          | 1999     | 172    | libero       |
| 10 | Mira Csenge Märcz    | 2004     | 171    | rozgrywająca |
| 11 | Orsolya Papp         | 1997     | 188    | środkowa     |
| 12 | Dóra Olcsváry        | 2004     | 175    | przyjmująca  |
| 13 | Evelin Rieder        | 2004     | 178    | środkowa     |
| 14 | Zsófia Gyimes-Capet  | 1996     | 182    | środkowa     |
| 15 | Karolina Fričová     | 2000     | 178    | przyjmująca  |
| 16 | Lilla Kiss           | 2006     | 177    | przyjmująca  |
| 17 | Mirtill Erőss        | 2006     | 188    | atakująca    |
| 18 | Ayşən Əbdüləzimova   | 1993     | 184    | środkowa     |
| 20 | Fanni Botyánszki     | 2006     | 177    | przyjmująca  |
| 21 | Sophia Nagy          | 2006     | 181    | środkowa     |
| 23 | Fatoumatta Sillah    | 2002     | 186    | przyjmująca  |

### Sezon 2022/2023[19]
| Nr | Imię i nazwisko      | Data ur. | Wzrost | Pozycja      |
| -- | -------------------- | -------- | ------ | ------------ |
| 1  | Adrienn Vezsenyi     | 1997     | 178    | atakująca    |
| 2  | Alíz Kump            | 2003     | 185    | środkowa     |
| 4  | Fanny Fábián         | 1994     | 172    | rozgrywająca |
| 5  | Taylor Bannister     | 1999     | 196    | atakująca    |
| 7  | Kata Török           | 1998     | 182    | przyjmująca  |
| 8  | Anna Szalai          | 2000     | 165    | libero       |
| 9  | Dalma Juhár          | 1999     | 172    | libero       |
| 10 | Olha Skrypak         | 1996     | 183    | rozgrywająca |
| 11 | Orsolya Papp         | 1997     | 188    | środkowa     |
| 12 | Alinda Stankovics    | 2004     | 174    | libero       |
| 14 | Cecília Noémi Jámbor | 2006     | 181    | przyjmująca  |
| 15 | Karolina Fričová     | 2000     | 178    | przyjmująca  |
| 17 | Julija Bojko         | 1998     | 176    | przyjmująca  |
| 18 | Ayşən Əbdüləzimova   | 1993     | 184    | środkowa     |

### Sezon 2021/2022[20]
| Nr | Imię i nazwisko        | Data ur. | Wzrost | Pozycja      |
| -- | ---------------------- | -------- | ------ | ------------ |
| 1  | Adrienn Vezsenyi       | 1997     | 178    | atakująca    |
| 2  | Alíz Kump              | 2003     | 185    | środkowa     |
| 3  | Yurika Bamba           | 1991     | 164    | libero       |
| 4  | Fanny Fábián           | 1994     | 172    | rozgrywająca |
| 5  | Taylor Bannister       | 1999     | 196    | atakująca    |
| 6  | Maria Žernovič         | 1993     | 175    | przyjmująca  |
| 7  | Kata Török             | 1998     | 182    | przyjmująca  |
| 8  | Zsuzsanna Király-Tálas | 1993     | 174    | rozgrywająca |
| 9  | Dalma Juhár            | 1999     | 172    | libero       |
| 10 | Melani Ambrosio        | 2000     | 188    | środkowa     |
| 11 | Orsolya Papp           | 1997     | 188    | środkowa     |
| 12 | Alexandra Malloy       | 1994     | 187    | atakująca    |
| 14 | Alinda Stankovics      | 2004     | 168    | libero       |
| 15 | Doroti Takács          | 1997     | 183    | przyjmująca  |
| 16 | Sanja Kaličanin        | 1989     | 190    | środkowa     |
| 17 | Julija Bojko           | 1998     | 176    | przyjmująca  |
| 18 | Ayşən Əbdüləzimova     | 1993     | 184    | środkowa     |

### Sezon 2020/2021[21]
| Nr | Imię i nazwisko                 | Data ur. | Wzrost | Pozycja      |
| -- | ------------------------------- | -------- | ------ | ------------ |
| 1  | Ekaterini Giota (od 02.01.2021) | 1990     | 183    | środkowa     |
| 2  | Sıla Çalışkan (od 04.01.2021)   | 1996     | 183    | rozgrywająca |
| 3  | Jennifer Nogueras (do 01.2021)  | 1991     | 185    | rozgrywająca |
| 4  | Fanny Fábián                    | 1994     | 172    | rozgrywająca |
| 5  | Mira Csenge Märcz               | 2004     | 171    | rozgrywająca |
| 6  | Maria Žernovič                  | 1993     | 175    | przyjmująca  |
| 7  | Kata Török                      | 1998     | 182    | przyjmująca  |
| 9  | Dalma Juhár                     | 1999     | 172    | libero       |
| 10 | Melani Ambrosio                 | 2000     | 188    | środkowa     |
| 11 | Sanja Gamma                     | 1984     | 186    | atakująca    |
| 12 | Evelin Rieder                   | 2004     | 178    | środkowa     |
| 13 | Kinga Windisch                  | 1997     | 185    | atakująca    |
| 14 | Gréta Kiss                      | 1998     | 182    | przyjmująca  |
| 15 | Doroti Takács                   | 1997     | 183    | przyjmująca  |
| 16 | Sanja Kaličanin                 | 1989     | 190    | środkowa     |
| 17 | Dorka Mihály                    | 2001     | 170    | libero       |
| 18 | Alinda Stankovics               | 2004     | 168    | libero       |
| 19 | Ema Strunjak                    | 1999     | 188    | środkowa     |
| 20 | Virág Tettamanti                | 2001     | 183    | środkowa     |